# جو هوليس
جو هوليس (بالإنجليزية: Joe Hollis)‏ هو لاعب كرة قاعدة أمريكي، ولد في 13 يوليو 1947.